# Ars-sur-Moselle
 Ars-sur-Moselle  es una población y comuna francesa, en la región de Lorena, departamento de Mosela, en el distrito de Metz-Campagne y cantón de Ars-sur-Moselle.

## Demografía
| 5182 | 5393 | 5469 | 5039 | 5084 | 5001 |
| Para los censos de 1962 a 1999 la población legal corresponde a la población sin duplicidades (Fuente: INSEE [Consultar]) |      |      |      |      |      |

## Historia
Ars-sur-Moselle formó parte del Imperio Alemán de 1871 a 1918 y fue llamada Ars-an-der-Mosel.